# عملية إنقاذ الرهائن في اليمن (2014)
عملية إنقاذ الرهائن في اليمن  كانت عمليتان لانقاذ رهائن محتجزين من قبل تنظيم القاعدة في جزيرة العرب في اليمن. المحاولة الأولى كانت في 26 نوفمبر 2014 وأُنقذ خلالها 8 مختطفين، ولكن خمسة رهائن، بما في ذلك الصحفي الأمريكي لوك سومرز، نقلوا إلى موقع آخر قبل الغارة. المحاولة الثانية من قبل نيفي سيلز الولايات المتحدة كانت في 6 ديسمبر 2014، وقُتل خلالها سومرز والمعلم الجنوب أفريقي بيير كوركي.

## العملية

### المحاولة الأولى
في ليل 26 نوفمبر 2014، قام نيفي سيلز الولايات المتحدة والقوات الخاصة اليمنية بمحاولة انقاذ الرهائن من موقع في مديرية حجر الصيعر النائية بمحافظة حضرموت، وتكللت العملية بانقاذ ثمانية غير أميركيين ومقتل سبعة إرهابيين، بينما نُقل سومرز وكوركي إلى موقع آخر قبل العملية. كان المحررون ستة مواطنين يمنيين وإثيوبي وآخر سعودي. هدد القيادي في التنظيم نصر علي الآنسي باعدام لوك سومرز خلال ثلاثة أيام في تسجيل مرئي نُشر في 4 ديسمبر 2014 مالم تٌنفذ مطالبهم التي لم تُحدد في التسجيل. علق البنتاغون على العملية في 4 ديسمبر لإنها انتشرت في المجال العام ولم يؤكد أو ينفي التقارير الصحفية قائلاً أن تفاصيل العملية لا تزال سرية.

### المحاولة الثانية
في 6 ديسمبر 2014، تم إنزال 40 عنصراً من النيفي سيلز من طائرات في-22 أوسبري في الساعة الواحدة بعد منتصف الليل على مقربة من المجمع الذي أُحتجز فيه الرهائن بمنطقة نائية اسمها وادي عبدان بمحافظة شبوة. فشلت العملية في إنقاذ لوك سومرز الذي مات متأثراً بجراحه إلى جانب بيير كوركي، وقُتل عشرة إرهابيين يقودهم شخص يدعى مبارك الحرد خلال العملية. يٌعتقد بشكل واسع أن سبب تعثر العملية هو خسارة عنصر المفاجأة في وقت ما خلال الهجوم، وسرعة التخطيط لها لاعتقاد أن حياة الرهينة كانت في خطر محدق. وفقا لقناة إيه بي سي نيوز، فإن تبادل إطلاق النار استمر لعشر دقائق. عندما دخل الجنود الأمريكيون المبنى، وجدوا سومرز وكوركي مصابين بإصابات خطيرة ولكنهم كانوا على قيد الحياة، سحب الجنود الرجلان إلى طائرة في-22 أوسبري حيث أُجريت لهما عملية جراحية في الجو، توفي كوركي في الطائرة ولحقه سومرز لاحقاً بعد هبوطها على يو اس اس ماكين آيلاند.

## ردود الأفعال
في بيان صادر عن البيت الأبيض، وصف الرئيس باراك أوباما تنظيم القاعدة بالحقير وما فعله يثبت انحرافه ويقدم سببا إضافياً لهزيمة الأيدولوجية التي يستند عليها. قدم الرئيس باراك أوباما تعازيه لعائلة لوك سومرز، وقال إن العمليتين توضحان أن جيش واستخبارات وإمكانات الولايات المتحدة الدبلوماسية لن تُدخر في حماية المواطنين الأميركيين، والإرهابيين الذين يريدون إيذاء مواطنين أميركيين سيشعرون بـالـ«يد الطويلة للعدالة الأميركية». وتطرق إلى فيديو نصر علي الآنسي وقال إنه بناء على الفيديو ومعلومات أخرى، كانت حياة لوك سومرز في خطر. وبناء على هذا التقييم وفور توفر المعلومات الاستخباراتية والخطة العملية، قام الرئيس أوباما بالموافقة على عملية إنقاذ سومرز وأي رهائن آخرين كانوا محتجزين معه.
في وقت الغارة، كان الجنود الأميركيون يجهلون هوية الرهينة الثاني بيير كوركي، كان قد تم التفاوض مع التنظيم من قبل جمعية خيرية وقال مدير المؤسسة الخيرية إن عملية الإنقاذ أضاعت جهودهم لإنقاذ كوركي. قالت عائلة سومرز في بيان صدر في 8 ديسمبر 2014، أنها لم تعط الضوء الأخضر لعملية الإنقاذ وكان من الممكن حل هذه الأزمة بمزيد من الحوار وقليل من القتال وفقا للبيان.